# Parafia św. Michała Archanioła w Rudnicy
Parafia św. Michała Archanioła w Rudnicy – rzymskokatolicka parafia znajdująca się w dekanacie Ząbkowice Śląskie-Północ w diecezji świdnickiej.
Była erygowana w 1794 r. Jej proboszczem jest ks. Józef Szkwarek.